# Пурпурни хибискус
Пурпурни хибискус (енгл. Purple Hibiscus) је дебитантски роман нигеријске књижевнице Чимаманде Нгози Адичи, објављен 2003. године. То је нежна прича о емоционалним бурама у адолесцентском добу, о моћним породичним везама и културним различитостима које обликују животе. Ауторка се не устеже да пише о осетљивој теми породичног насиља у Нигерији. Године 2005. роман је награђен наградом Писци Комонвелта за најбољи дебитантски роман. Исте године на српском језику објавила га је Издавачка кућа Лагуна 2007. године.

## О роману
Роман Пурпурни хибискус започиње проширеним цитатом из романа Свет који нестаје нигеријског писца Чинуа Ачебе, за кога Адичи тврди да је био први узор у њеном књижевном раду. Његов роман Свет који нестаје (Things Fall Apart) из 1958. године прочитала је када јој је било 10 година.
Причу у роману прича тинејџерка, што даје додатну свежину и топлину. Ликови су веома људски и о њима је и те како могуће бринути. Прича је занимљива и девојчица уме да је исприча. Постоје, међутим, и неке почетничке грешке, нпр. пишчева рука се превише види. След догађаја није нелогичан, али се поставља питање да ли је трагедија при крају романа морала баш да се деси. Стиче се утисак да недостаје макар наговештај трагичног догађаја на самом крају, како читалац не би имао осећај да се десио само зато што је писцу одговарало да се деси. Трансформација ликова након трауматичног искуства кроз које су прошли могла би да буде и већа, мада је и постојећа промена довољна.

## Радња романа
Главни јунаци романа су петнаестогодишња девојчица Камбили и њен старији брат Јаја. Они живе у Енугуу у Нигерији. Њихов отац је богат, угледан и поштен пословни човек. Новине чији је власник редак су пример искреног бескомпромисног новинарства. Због тога Кимбли и Јаја живе повлашћеним животом, у скупој кући са вртом, похађају ексклузивне мисионарске школе и ни у чему не оскудевају. Међутим, насупрот ономе што види њихова околина, њихов породични живот је све само не складан. Отац, религиозни фанатик, намеће претерана очекивања жени и деци и свирепо их кажњава уколико и за длаку не досегну савршенство. Његов став је толико строг да се може говорити о менталном поремећају. Он је поштен човек који великодушно помаже сиротињи, али је за своју породицу поставио немогуће високе критеријуме. Сам је почео од сиромашног дечачића и радом је стекао све што има. Управо зато што већ у старту својој породици може да обезбеди одличне материјалне услове, од њих захтева савршенство у свему. Ни најмања грешка није дозвољена и бива сурово кажњена. У једном тренутку он чак, плачући при том, свом тада малом сину одсеца део прста јер на једном тесту није био најбољи. Не постоји попуштање ни због болести, за тако нешто се Бог моли за опроштај јер се поклекло пред слабошћу тела. Мајка покушава да помогне деци, али је слаба, и њена помоћ се углавном своди на лечење последица, док се Јаја показује као много већи заштитник, онолико колико то дете може.
Камбили и Јаја се први пут одвајају од куће кад њихова вољена и неустрашива тета Ифеома успе да убеди брата да их пусти код ње у госте. У тета Ифеомином дому открива им се читав нови свет: полице пуне књига, мирис карија и орашчића у ваздуху, смех њихових рођака од кога одзвања читава кућа. Иако је универзитетски професор, она је сиромашна. Муж јој је погинуо у саобраћајној несрећи, па живи сама са децом, али упркос свему у њиховој кући одзвања смех. Већ и то је шок за Камбили и Јају, који се никада не смеју. У тој сиромашној кући, далеко од раскоши која их иначе окружује, Јаја учи да одгаја цвеће, а Камбили се заљубљује у младог католичког свештеника. Јаји се вртларство допада, нарочито брига о пурпурном хибискусу, који никада раније није видео. Отуд долази и наслов романа. Камбилина љубав према лепом свештенику је у потпуности платонска. Девојчица се заљуби у мушкарца који се лепо, али никад неприкладно, понаша према њој и подстиче је да открије и развије своје таленте, као и да се дружи са вршњацима.
Док војни преврат прети да уништи земљу, Камбили и Јаја се враћају кући измењени новостеченом слободом. Они не могу више истим очима да посматрају свет око себе, не након што су сазнали да постоје и другачији начини живота од њиховог, и да ти начини нису нужно лоши. Њихов бунт је наравно кажњен, а додатни стрес представља политичка ситуација у Нигерији, која се и те како лично дотиче власника новина које бескомпромисно објављују истину. У породици долази до велике трагедије, а Кимбли и Јаја морају да се суоче са последицама очајничког дела које је починила њихова мајка. Ипак, на самом крају, ауторка оставља наду да им та трагедија неће упропастити животе, већ да ће коначно бити срећни.

## Награде
Дебитантски роман Пурпурни хибискус Чимаманде Нгози Адичи добио је широко признање критике и 2004. године ушао у ужи избор за Наранџасту награду за белетристику (Orange Prize for Fiction), једну од најпрестижнијих британских награда за књижевност. Године 2005. награђен је наградом Писци Комонвелта за најбољи дебитантски роман.

## О ауторки
Чимаманда Нгози Адичи (енгл. Chimamanda Ngozi Adichie је нигеријска књижевница чија се дела крећу од романа до кратких прича. Сматра се најистакнутијом међу младим англофонским ауторима с почетка 21. века, која успева да привуче нову генерацију читалаца афричкој књижевности, посебно у Сједињеним Америчким Државама, где сада живи.